# باشگاه فوتبال صحار
باشگاه فوتبال صحار (عربی: نادي صحار الرياضي) یک باشگاه فوتبال در شهر صحار، عمان است.
این باشگاه که در سال ۱۹۷۲ تاسیس شده در لیگ حرفه‌ای فوتبال عمان بازی میکند.